# Kišno drvo
Kišno drvo (lat. Samanea), manji biljni rod s dvije priznate vrste mimozovki ili sapanovki korisnog drveća iz porodice Fabaceae. Raširena su po tropima Južne Amerike. Ostale vrste (točnije jedna, jel je jedna bila sinonim) kasnije su uključene u novi  rod Osodendron, opisan 2022. godine.

## Etimologija
Latinsko ime roda Samanea dolazi od riječi saman na španjolskom jeziku izvedene od francusko–karipske riječi zamang, u značenju “kišno drvo” koja se koristila za vrstu Samanea saman , ovo divovsko stablo S. saman vidio je Alexander von Humboldt u blizini Maracaya u Venezueli 1799. godine kada je putovao u Ameriku od 1799. do 1804. 

## Povijest roda
Rod Samanea tradicionalno je uključen u tribus Ingeae, a danas u vlastiti podtribus, kladu Samanea, i dio je tribusa klade Stryphnodendron.

## Opis
Drveće. Tipična vrsta Samanea saman, naraste do 30 metara visine. Uvezeno je u brojne države Azije, Pacifika i Australiju. Naširoko se uzgaja u jugoistočnoj Aziji, posebno u Singapuru, zbog svoje krošnje u obliku kišobrana koja pruža obilje hlada.

## Vrste
1. Samanea inopinata (Harms) Barneby & J.W.Grimes
2. Samanea saman (Jacq.) Merr.

Nekadašnje vrste:
1. Samanea guineensis (G.C.C.Gilbert & Boutique) Brenan & Brummitt i Samanea leptophylla (Harms) Brenan & Brummitt, sinonimi za Osodendron leptophyllum (Harms) E.J.M.Koenen